# アイスクリスタル
アイスクリスタルとは、日本のアイススケートファンクラブ。「スピードスケート」、「フィギュアスケート」、「ショートトラック」、「シンクロナイズドスケーティング」を応援している日本で初めて出来たスケートファンクラブである。
フィギュア、スピード、ショートトラックの総合ファンクラブとしては国内最大で、国内競技会のチケット先行発売や大会インフォメーションの提供、会報誌の発行、ファンクラブの集い、国内外フィギュアスケート大会観戦ツアーの実施等、ファンサービスを中心に提供している。
1999年10月に株式会社シーアイシーが設立。
設立当初はスケート連盟の協力ファンクラブであった為に、日本スケート連盟の会報誌"スケーティング"の配布や、オリジナルグッズの限定販売、チケットの割引や優先入手などが可能であった。